# Copa CONMEBOL 1993
Navigation
Édition précédente Édition suivante
La Coupe CONMEBOL 1993 est la deuxième édition de la Copa CONMEBOL, qui est disputée par les meilleurs clubs des nations membres de la CONMEBOL non qualifiées pour la Copa Libertadores. Toutes les rencontres sont disputées en matchs aller et retour. La règle des buts marqués à l'extérieur en cas d'égalité à la fin du match retour n'est pas appliquée.
Cette saison, la finale voit à nouveau le sacre d'un club brésilien, Botafogo, qui bat les Uruguayens du CA Peñarol en finale. C'est à ce jour le seul titre international du club brésilien alors que Peñarol joue sa neuvième finale continentale. Contrairement à la saison précédente, il n'y a pas de club bolivien inscrit cette année.

## Huitièmes de finale
| Équipe 1                  | Résultat      | Équipe 2               | Aller | Retour |
| ------------------------- | ------------- | ---------------------- | ----- | ------ |
| Botafogo                  | 6 - 3         | Bragantino             | 3 - 1 | 3 - 2  |
| Deportivo Táchira FC      | 0 - 2         | Caracas FC             | 0 - 1 | 0 - 1  |
| 'Clube Atlético MineiroT' | 2 - 2 4-2 tab | Fluminense             | 2 - 0 | 0 - 2  |
| Danubio FC                | 0 - 2         | San Lorenzo de Almagro | 0 - 0 | 0 - 2  |
| Club Sport Emelec         | 3 - 3 3-4 tab | Deportivo Sipesa       | 1 - 0 | 2 - 3  |
| Vasco da Gama             | 4 - 4 2-4 tab | Colo Colo              | 2 - 0 | 2 - 4  |
| Club Sportivo Luqueño     | 3 - 2         | Deportivo Español      | 1 - 1 | 2 - 1  |
| CA Peñarol                | 2 - 1         | CA Huracan             | 1 - 0 | 1 - 1  |

## Quarts de finale
| Équipe 1              | Résultat      | Équipe 2                  | Aller | Retour |
| --------------------- | ------------- | ------------------------- | ----- | ------ |
| Caracas FC            | 0 - 4         | Botafogo                  | 0 - 1 | 0 - 3  |
| Deportivo Sipesa      | 1 - 2         | Clube Atlético Mineiro'T' | 1 - 1 | 0 - 1  |
| CA Peñarol            | 2 - 2 4-2 tab | Colo-Colo                 | 2 - 0 | 0 - 2  |
| Club Sportivo Luqueño | 4 - 4 2-4 tab | San Lorenzo de Almagro    | 3 - 0 | 1 - 4  |

## Demi-finales
| Équipe 1                | Résultat      | Équipe 2   | Aller | Retour |
| ----------------------- | ------------- | ---------- | ----- | ------ |
| Clube Atlético MineiroT | 3 - 4         | Botafogo   | 3 - 1 | 0 - 3  |
| San Lorenzo de Almagro  | 2 - 2 2-4 tab | CA Peñarol | 0 - 1 | 2 - 1  |

## Finale
| Entraîneur :   |
| Gregorio Pérez |

| Entraîneur :          |
| Carlos Alberto Torres |

| Entraîneur :   |
| Gregorio Pérez |

| Entraîneur :          |
| Carlos Alberto Torres |

| Entraîneur :          |
| Carlos Alberto Torres |

| Entraîneur :   |
| Gregorio Pérez |

| Entraîneur :          |
| Carlos Alberto Torres |

| Entraîneur :   |
| Gregorio Pérez |